# Ларшер де Бриту, Мишель
Мишель Каролина Ларшер де Бриту (порт. Michelle Caroline Larcher de Brito; родилась 29 января 1993 года в Лиссабоне, Португалия) — португальская теннисистка; победительница трёх турниров ITF в одиночном разряде; победительница одиночного турнира Orange Bowl-2007.

## Общая информация
Родителей Мишель зовут Антониу и Каролин. У уроженки Лиссабона есть два старших брата — Себастьян и Сержио.
Отец привёл Мишель в теннисный клуб, когда той было 3 года.
В ходе матча предпочитает активные движения за задней линией. Любимые покрытия — трава, хард. Цель в карьере — улучшать свою игру.
Португалка владеет португальским и английским языками.

## Рейтинг на конец года в одиночном разряде
- 2013 — 109
- 2012 — 116
- 2011 — 173
- 2010 — 205
- 2009 — 116
- 2008 — 124
- 2007 — 312

## Выступления на турнирах

### Финалы турнировITFв одиночном разряде (6)

#### Победы (3)
| Легенда:        |
| --------------- |
| 100.000 USD (0) |
| 75.000 USD (0)  |
| 50.000 USD (0)  |
| 25.000 USD (3)  |
| 10.000 USD (0)  |

| Титулы по покрытиям | Титулы по месту проведения матчей турнира |
| ------------------- | ----------------------------------------- |
| Хард (3)            | Зал (0)                                   |
| Грунт (0)           | Зал (0)                                   |
| Трава (0)           | Открытый воздух (3)                       |
| Ковёр (0)           | Открытый воздух (3)                       |

| №  | Дата            | Турнир              | Покрытие | Соперник в финале | Счёт        |
| 1. | 6 февраля 2011  | Ранчо-Санта-Фе, США | Хард     | Мэдисон Бренгл    | 3-6 6-4 6-1 |
| 2. | 30 октября 2011 | Баямон, Пуэрто-Рико | Хард     | Моника Пуиг       | 6-3 6-2     |
| 3. | 19 февраля 2012 | Сюрпрайз, США       | Хард     | Клер Фёэрстен     | 6-1 6-3     |

#### Поражения (3)
| №  | Дата             | Турнир            | Покрытие | Соперник в финале  | Счёт           |
| 1. | 1 мая 2011       | Шарлоттсвилл, США | Грунт    | Стефани Дюбуа      | 6-1 6-7(5) 1-6 |
| 2. | 13 ноября 2011   | Финикс, США       | Хард     | Сесиль Каратанчева | 1-6 5-7        |
| 3. | 28 сентября 2014 | Лас-Вегас, США    | Хард     | Мэдисон Бренгл     | 1-6 4-6        |